# Ataxia alboscutellata
Ataxia alboscutellata är en skalbaggsart som beskrevs av Fisher 1926. Ataxia alboscutellata ingår i släktet Ataxia och familjen långhorningar.
Artens utbredningsområde är Kuba. Inga underarter finns listade.